# Canalgambiet
Het Canalgambiet is een scherpe opening in het schaken, die genoemd is naar Esteban Canal (1896-1981), een Peruaans schaker die dit gambiet analyseerde. De beginzetten zijn: 1.e4 e5 2.Pf3 Pc6 3.Lc4 Pf6 4.d4 exd4 5.0-0 Pxe4
Eco-code C56.
Het Canalgambiet is een variant in het Tweepaardenspel, die is ingedeeld bij de open spelen.